# Saison 4 de Bones
Chronologie
Saison 3 Saison 5
Cet article présente les vingt-six épisodes de la quatrième saison de la série télévisée américaine Bones.

## Synopsis
Une experte en anthropologie, Temperance Brennan, et son équipe à l'institut Jefferson (une allusion au Smithsonian Institution) sont appelés à travailler en collaboration avec le FBI dans le cadre d'enquêtes criminelles, lorsque les méthodes classiques d'identification des corps ont échoué. Temperance travaille à partir des squelettes (d'où son surnom éponyme de la série : Bones, qui signifie « ossements », en anglais).
Celle-ci est épaulée par un agent du FBI, Seeley Booth, avec lequel elle entretient des rapports tantôt conflictuels, tantôt complices voire plus. Elle s'appuie également sur son équipe de scientifiques : Angela Monténégro, la meilleure amie de Brennan, qui a inventé un logiciel pour reconstituer une scène de crime en images tridimensionnelles, le Dr Jack Hodgins, expert en insectes, spores et minéraux, le Dr Camille Saroyan, expert légiste, mais surtout la supérieure hiérarchique de Brennan et aussi de plusieurs assistants. Il y a également le Dr Lance Sweets, jeune psychologue qui collabore avec Booth sur les techniques d'interrogatoire et de profilage.

## Distribution

### Acteurs principaux
- Emily Deschanel (V. F. : Louise Lemoine Torrès) : Dr Temperance « Bones » Brennan
- David Boreanaz (V. F. : Patrick Borg) : agent spécial Seeley Joseph Booth
- Michaela Conlin (V. F. : Chantal Baroin) : Angela Montenegro
- T.J. Thyne (V. F. : Thierry Kazazian) : Dr Jack Hodgins
- Tamara Taylor (V. F. : Annie Milon) : Dr Camille Saroyan
- John Francis Daley (V. F. : Damien Ferrette) : Dr Lance Sweets

### Acteurs récurrents
- Patricia Belcher (V. F. : Claudine Mauffray) : Caroline Julian (4 épisodes)
- Brendan Fehr : Jared Booth (4 épisodes)
- Marisa Coughlan (V. F. : Marie-Eugénie Maréchal) : agent spécial Payton Perotta (3 épisodes)
- Nichole Hiltz : Roxie Lyon (3 épisodes)
- Ryan O'Neal (V. F. : Hervé Jolly) : Max Keenan (2 épisodes)
- Ty Panitz : Parker Booth (2 épisodes)
- Stephen Fry (V. F. : Vincent Grass) : Dr Gordon Wyatt (2 épisodes)
- Eric Millegan (V. F. : Taric Mehani) : Dr Zack Addy (2 épisodes)
- Dana Davis : Michelle Welton (1 épisode)
- Deirdre Lovejoy (V. F. : Annie Le Youdec) : Heather Taffet alias « Le Fossoyeur » (1 épisode)
- Loren Dean (V. F. : Stéphane Pouplard) : Russ Brennan (1 épisode)
- Scott McNairy : Nœl Liftin (1 épisode)

#### Les assistants duDrBrennan
- Eugene Byrd (V. F. : Pascal Nowak) : Dr Clark Edison (6 épisodes)
- Michael Terry (V. F. : Nicolas Beaucaire) : Wendell Bray (5 épisodes)
- Ryan Cartwright (V. F. : Jérôme Berthoud) : Vincent Nigel-Murray (5 épisodes)
- Carla Gallo (V. F. : Laura Préjean) : Daisy Wick (4 épisodes)
- Joel David Moore (V. F. : Vincent de Bouard) : Colin Fisher (4 épisodes)
- Pej Vahdat (V. F. : Jérémy Prévost) : Arastoo Vaziri (3 épisodes)

### Invités
- Billy Gibbons (V. F. : Thierry Buisson) : il apparaît en interprétant son propre rôle. C'est le père d'Angela Monténégro. (épisode 19)
- Mötley Crüe : Le groupe fait une apparition en interprétant leurs propres rôles. Ils jouent un concert dans la boîte de nuit imaginaire de Booth. (épisode 26)
- Jill Wagner : Holly Markwell (épisode 2)
- Michele Greene : Amanda O'Rourke (épisode 3)
- Dean Norris : Don Timmons (épisode 4)
- David Gallagher : Ryan Stephenson (épisode 7)
- Jonathan LaPaglia : Anton Deluca (épisode 8)
- Brendan Fehr : Jared Booth (épisode 9)
- Gina Torres : Tori Ezralow (épisode 11)
- Sterling Beaumon : Royce King (épisode 11)

## Liste des épisodes
1. Au service de sa Majesté, première partie
2. Au service de sa Majesté, deuxième partie
3. Les Hommes de sa vie
4. Un après-midi de chien
5. T.O.C.
6. La Reine des abeilles
7. Elle est lui
8. Art en scène
9. Mon frère
10. Le Passager 3-B
11. La Bonne Éducation
12. Quel cirque !
13. Le Feu sous la glace
14. La Chute des héros
15. Le Chevalier noir
16. Une affaire de famille
17. La Femme de Loth
18. Retour vers le passé
19. Publier ou Périr
20. L'amour a ses raisons…
21. L'Aigle de sang
22. Qui a tué ce cher Hank ?
23. La Vérité masquée
24. Émancipation
25. Baby Blues
26. De l'électricité dans l'air

### Épisode 1:Au service de sa Majesté, première partie
- États-Unis /  Canada : 3 septembre 2008 sur FOX / Global[1]
- France : 3 avril 2009 sur M6
- Belgique : 1er septembre 2009 sur RTL-TVI
- Québec : 1er septembre 2009 sur Séries+

- États-Unis : 9,17 millions de téléspectateurs[2] (première diffusion)

- Sean Blakemore (Grayson Barasa)
- Michael Brandon (Roger Frampton)
- Andrew Buchan (Dr Ian Wexler)
- Indira Varma (Inspecteur Cate Pritchard)
- Tuppence Middleton (Vera Waterhouse)
- Ed Coleman (Cyril Bibby)
- Ty Glaser (Heather Miller)
- Kevin McHale (Nathan)

### Épisode 2:Au service de sa Majesté, deuxième partie
- États-Unis /  Canada : 3 septembre 2008 sur FOX / Global
- France : 3 avril 2009 sur M6
- Belgique : 1er septembre 2009 sur RTL-TVI
- Québec : 8 septembre 2009 sur Séries+

- États-Unis : 10,22 millions de téléspectateurs[2] (première diffusion)

- Scoot McNairy (Noel Liftin)
- Elizabeth Lackey (Veronica Landau)
- Jill Wagner (Holly Markwell)
- Tim Griffin (Pete Steckel)
- Michele Greene (Amanda O'Rourke)
- Rob Boltin (Jason DeFry)
- Brennan Elliott (Mark Gaffney)
- Sean Blakemore (Grayson Barasa)
- Michael Brandon (Roger Frampton)
- Indira Varma (Inspecteur Cate Pritchard)
- Jake T. Austin (Ryan)

### Épisode 3:Les Hommes de sa vie
- États-Unis /  Canada : 10 septembre 2008 sur FOX / Global
- France : 10 avril 2009 sur M6
- Belgique : 8 septembre 2009 sur RTL-TVI
- Québec : 15 septembre 2009 sur Séries+

- États-Unis : 8,91 millions de téléspectateurs[3] (première diffusion)
- Canada : 1,451 million de téléspectateurs[4]

- Carla Gallo (Daisy Wick)
- Michele Greene (Amanda O'Rourke)
- Dan Sachoff (Bill O'Rourke)
- Teddy Mehous (Dwight)
- Jill Wagner (Holly Markwell)
- Dave Shalansky (Joe)
- Amanda Anka (épouse de Joe)
- Brennan Elliott (Mark Gaffney)
- Tim Griffin (Pete Steckel)
- Lisa Lackey (Veronica Landau)
- Richard Gant (Arthur Lang)
- Tina Battaglia (épouse de Jim)
- John DiMaggio (Jim Dodd)
- Rob Boltin (Jason DeFry)
- Bradford Tatum (Chris Gutman)
- Scoot McNairy (Noel Liftin)
- Dee Freeman (Sgt. Francis Diamond)

### Épisode 4:Un après-midi de chien
- États-Unis /  Canada : 17 septembre 2008 sur FOX / Global
- France : 17 avril 2009 sur M6
- Belgique : 8 septembre 2009 sur RTL-TVI
- Québec : 22 septembre 2009 sur Séries+

- États-Unis : 9,71 millions de téléspectateurs[5] (première diffusion)
- Canada : 1,531 million de téléspectateurs[6]

- Michael Badalucco (Scott Starret)
- Dean Norris (Don Timmons)
- Devon Graye (Robbie Timmons)
- Cesar Millan (lui-même)
- Ty Panitz (Parker Booth)
- Adam Rose (Andrew Hopp)
- Susan Chuang (Karen Landrew)
- Heidi Swedberg (Alice Elliot)
- Demetrius Grosse (Tucker Payne)
- Steve Spel (FBI Search Team Member Dave)
- David Greenman (FBI Forensic Tech Marcus Geier)

### Épisode 5:T.O.C.
- États-Unis : 24 septembre 2008 sur FOX
- France : 17 avril 2009 sur M6
- Belgique : 15 septembre 2009 sur RTL-TVI
- Québec : 29 septembre 2009 sur Séries+

- États-Unis : 9,61 millions de téléspectateurs[7] (première diffusion)

- Eric Millegan (Zack Addy)
- Michael Grant Terry (Wendell Bray)
- Dean Cudworth (Jim Amerian)
- Matt Doherty (Gary Tushman)
- Debra Christofferson (Kelly Sutton)
- Todd Robert Anderson (David Sutton)
- Lisa Kamnir (Tilda Addison)
- Ryan Alvarez (Ralph)
- Ronobir Lahiri (Barista)
- Ransford Doherty (Détective Paynter)
- Gregory Hinton (Orderly)
- Jamie Renée Smith (Karen)
- Brian David Miller (Todd)

### Épisode 6:La Reine des abeilles
- États-Unis : 1er octobre 2008 sur FOX
- France : 27 août 2009 sur M6
- Belgique : 15 septembre 2009 sur RTL-TVI
- Québec : 6 octobre 2009 sur Séries+

- États-Unis : 9,82 millions de téléspectateurs[8] (première diffusion)

- Katharine Leonard (Christine Gertin)
- Ewan Chung (Chip Yap)
- Devin McGinn (Ted Russo)
- Pete Gardner (Gary Flannery)
- Omi Vaidya (en) (Hamid Hirani)
- Edward James Gage (Stan Nokes)
- Joel David Moore (Colin Fisher)
- David Greenman (FBI Forensic Tech Marcus Geier)
- Kim Robillard (Dave Farfield)

### Épisode 7:Elle est lui
- États-Unis /  Canada : 8 octobre 2008 sur FOX / Global
- France : 3 septembre 2009 sur M6
- Belgique : 22 septembre 2009 sur RTL-TVI
- Québec : 13 octobre 2009 sur Séries+

- États-Unis : 10,34 millions de téléspectateurs[9] (première diffusion)
- Canada : 1,729 million de téléspectateurs[10]

- Ryan Cartwright (Vincent Nigel-Murray)
- David Gallagher (Ryan Stephenson)
- Nancy Youngblut (Cecilia Stephenson)
- Blake Shields (Chuck Kennedy)
- John Livingston (Wade Schmidt)
- Bruce Thomas (JP Gratton)
- Sylva Kelegian (Rita Gratton)
- Mark Doerr (Patrick Stephenson)
- Dustin Hess (Hippie #1)
- Brett Gilbert (Hippie #2

### Épisode 8:Art en scène
- États-Unis /  Canada : 5 novembre 2008 sur FOX / Global
- France : 10 septembre 2009 sur M6
- Belgique : 22 septembre 2009 sur RTL-TVI
- Québec : 20 octobre 2009 sur Séries+

- États-Unis : 10,09 millions de téléspectateurs[11] (première diffusion)
- Canada : 1,494 million de téléspectateurs[12]

- Patricia Belcher (Ausa Caroline Julian)
- Carla Gallo (Daisy Wick)
- Nichole Hiltz (Roxie Lyon)
- Bill Parks (Chunky)
- Todd Bosley (Duane)
- Jonathan LaPaglia (Anton Deluca)
- Vicki Lewis (Helen Bridenbecker)
- David Greenman (FBI Tech Marcus Geier)

### Épisode 9:Mon frère
- États-Unis : 12 novembre 2008 sur FOX
- France : 17 septembre 2009 sur M6
- Belgique : 6 octobre 2009 sur RTL-TVI
- Québec : 27 octobre 2009 sur Séries+

- États-Unis : 10,87 millions de téléspectateurs[13] (première diffusion)

- Eugene Byrd (Clark Edison)
- Brendan Fehr (Jared Booth)
- Mandy Freund (Lily Stegman)
- Eric Ladin (Paul Stegman)
- Jon Wellner (Mike Campbell)
- Joseph C. Phillips (Colonel Ryan Wolchuck)
- Brian Howe (Sheriff Leonard Wilkinson)
- Christopher Goodman (State Police Instructor)
- Daniel Lue (Cadet Williams)
- Eric Lange (Steve Jackson)
- Maxwell Huckabee (Child Stegman)

### Épisode 10:Le Passager 3-B
- États-Unis : 19 novembre 2008 sur FOX
- France : 23 septembre 2009 sur M6
- Belgique : 6 octobre 2009 sur RTL-TVI
- Québec : 3 novembre 2009 sur Séries+

- États-Unis : 10,73 millions de téléspectateurs[14] (première diffusion)

- Patricia Belcher (Caroline Julian)
- Nichole Hiltz (Roxie Lyon)
- Peggy Miley (Charlotte Hanover)
- Dona Hardy (Nadine Spring)
- William R. Moses (Arthur Bilbrey)
- Fawn Irish (Ann Bilbrey)
- Dyllan Christopher (Eli Bilbrey)
- Ann Farrington (Kate McNutt)
- Lydia Look (Theresa Ming)
- Charles Parnell (Capitaine Blake)
- Judson Mills (Nick Devito)
- Keith Diamond (Howard Kendell)
- Charles Champion (Homme d'affaires Drowsy)
- Donald Elson (Vieil homme)

### Épisode 11:La Bonne Éducation
- États-Unis : 26 novembre 2008 sur FOX
- France : 30 septembre 2009 sur M6
- Belgique : 13 octobre 2009 sur RTL-TVI
- Québec : 10 novembre 2009 sur Séries+

- États-Unis : 9,76 millions de téléspectateurs[15] (première diffusion)
- France : 4,47 millions de téléspectateurs (première diffusion)

- Michael Grant Terry (Wendell Bray)
- Ryan O'Neal (Max Keenan)
- John Griffin (Poacher #1)
- Ryan Mathew (Poacher #2)
- Robin Thomas (Richard King)
- Gina Torres (Dr Toni Ezralow)
- Hannah Leigh Dworkin (Alexa King)
- Sterling Beaumon (Royce King)
- Molly Hagan (Elsbeth King)
- John Lafayette (Headmaster Donnegan)
- Aisha Hinds (Officer Norma Randall)
- Jake Johnson (Kid #1)
- Malik Elijah Kirkwood (Kid #2)
- Ty Panitz (Parker Booth)

### Épisode 12:Quel cirque!
- États-Unis /  Canada : 22 janvier 2009 sur FOX / Global
- France : 7 octobre 2009 sur M6
- Belgique : 13 octobre 2009 sur RTL-TVI
- Québec : 17 novembre 2009 sur Séries+

- États-Unis : 9,97 millions de téléspectateurs[16] (première diffusion)
- Canada : 1,428 million de téléspectateurs[17]

- Andy Richter (Henry Simon)
- Ryan Cartwright (Vincent Nigel-Murray)
- Stephen Lee (Texas Ranger)
- Michael Patrick McGill (Oklahoma Officer)
- Maggie Baird (Sandra Hicks)
- Michael Monks (Dell Hicks)
- Bernard White (Dr Albert Muir)
- Ed Gale (Lavalle)
- Gregory D. Wilson (Tumbles)
- Jason Richter (Clown #2)
- Lester "Rasta" Speight (Magnum)
- Mageina Tovah (Madame Nina)
- Alix et Kris Angelis (Juggling Twins)

### Épisode 13:Le Feu sous la glace
- États-Unis : 22 janvier 2009 sur FOX
- Canada : 29 janvier 2009 sur Global
- France : 7 octobre 2009 sur M6
- Belgique : 20 octobre 2009 sur RTL-TVI
- Québec : 24 novembre 2009 sur Séries+

- États-Unis : 7,52 millions de téléspectateurs[16] (première diffusion)

- Luc Robitaille (lui-même)
- Marisa Coughlan (Agent spécial Payton Perotta)
- Patricia Belcher (Caroline Julian)
- Michael Grant Terry (Wendell Bray)
- Stephen Desjardins (Pete Carlson)
- Stephen Martines (Alex Pina)
- Nick Warnock (Dave Simms)
- Nathan West (Ed Fralic)
- Thomas Lumberg Jr. (Lou Herrin)
- Julie Dretzin (Connie Withers)
- Bianca Lawson (Albie)
- Jhemma Ziegler (Chloe Bratton)
- Michel Voyer (Referee)
- James Dumont (Len)
- Josh Blaylock (Leo)

### Épisode 14:La Chute des héros
- États-Unis /  Canada : 5 février 2009 sur FOX / Global
- France : 14 octobre 2009 sur M6
- Belgique : 20 octobre 2009 sur RTL-TVI
- Québec : 1er décembre 2009 sur Séries+

- États-Unis : 10,76 millions de téléspectateurs[18] (première diffusion)
- France : 4,473 millions de téléspectateurs

- Brendan Fehr (Jared Booth)
- Marisa Coughlan (Agent spécial Payton Perotta)
- Deirdre Lovejoy (Heather Taffet)
- Noel Fisher (Teddy Parker)
- Richard Licata (Juge Williams)
- Marco Sanchez (Thomas Vega)
- Sarah Allan (Claire)

### Épisode 15:Le Chevalier noir
- Canada : 18 février 2009 sur Global
- États-Unis : 19 février 2009 sur FOX
- France : 14 octobre 2009 sur M6
- Belgique : 27 octobre 2009 sur RTL-TVI
- Québec : 8 décembre 2009 sur Séries+

- États-Unis : 9,50 millions de téléspectateurs[19] (première diffusion)
- Canada : 1,049 million de téléspectateurs[20]

- Marisa Coughlan (Agent spécial Payton Perotta)
- Joel David Moore (Colin Fisher)
- Poetri (aka Devin Smith) (Chip Derf)
- Tara Buck (Valerie Daniels)
- Betsy Rue (Shiny Kopinsky)
- Oliver Muirhead (Badgley Mormont)
- Eric Nenninger (Peter Kroon)
- Charles Rahi Chun (Bruce Kim)
- David Greenman (FBI Tech Marcus Geier)
- Josh Sussman (Afro Geek)
- Jon Collins (Geek On-Looker)
- Charles Stewart (Trev the Mage)
- Austin Rogers (Warrior)
- Carlon Jeffery (Ezra the Elf)

### Épisode 16:Une affaire de famille
- Canada : 11 mars 2009 sur Global
- États-Unis : 12 mars 2009 sur FOX
- France : 21 octobre 2009 sur M6
- Belgique : 27 octobre 2009 sur RTL-TVI
- Québec : 15 décembre 2009 sur Séries+

- États-Unis : 9,55 millions de téléspectateurs[21] (première diffusion)
- Canada : 1,162 million de téléspectateurs[22]

- Ryan Cartwright (Vincent Nigel-Murray)
- Janet Varney (Maureen Perot)
- Stoney Westmoreland (Jungle Jim Delroy)
- Sunkrishi Bala (Buddy Shirazi)
- Zachary Knighton (Chet Newcomb)
- Omid Abtahi (Hal Shirazi)
- Christine Lakin (Vanessa Newcomb)

### Épisode 17:La Femme de Loth
- États-Unis /  Canada : 19 mars 2009 sur FOX / Global
- France : 21 octobre 2009 sur M6
- Belgique : 3 novembre 2009 sur RTL-TVI
- Québec : 5 janvier 2010 sur Séries+

- États-Unis : 10,19 millions de téléspectateurs[23] (première diffusion)

- Pej Vahdat (Arastoo Vaziri)
- Nichole Hiltz (Roxie Lyon)
- Monique Coleman (Becca Hedgepeth)
- Kayla Ewell (Alyssa Howland)
- Andrew Borba (Bob Clark)
- Amy Pietz (Ellen Clark)
- Ramon De Ocampo (Dr Sean Fitts)
- Brando Eaton (Rory Davis)
- Spencer Breslin (Clinton Gilmour)
- Matt Bushell (Coach Adam Hawthorne)
- Heidi Sulzman (Darlene)
- Earnestine Phillips (Tess)
- Lu Parker (News Reporter)

### Épisode 18:Retour vers le passé
- Canada : 1er avril 2009 sur Global
- États-Unis : 2 avril 2009 sur FOX
- France : 28 octobre 2009 sur M6
- Belgique : 3 novembre 2009 sur RTL-TVI
- Québec : 12 janvier 2010 sur Séries+

- États-Unis : 8,98 millions de téléspectateurs[24] (première diffusion)
- Canada : 1,136 million de téléspectateurs[25]

- Chad Lowe (Brandon Casey)
- Eugene Byrd (Clark Edison)
- Dana Davis (Michelle Welton)
- Rebecca Wisocky (Dr Maura Bailey)
- Dru Mouser (Nancy Lauder)
- Linda Purl (Mrs. Diana Annenburg)
- Joey Adams (Rick Annenburg)
- Audrey Wasilewski (Trysta)
- Marston Fobbs (Bill)
- Candice Coke (Dr Nora Oldhouse)
- Christopher Neiman (Langston)
- Pamela Dunlap (Mrs. Jenkins)
- Kim Topper (Gretchen Kujawa)
- Tangelia Rouse (Lauren Dobbs)

### Épisode 19:Publier ou Périr
- États-Unis : 9 avril 2009 sur FOX
- Canada : 14 mai 2009 sur Global
- France : 28 octobre 2009 sur M6
- Belgique : 10 novembre 2009 sur RTL-TVI
- Québec : 19 janvier 2010 sur Séries+

- États-Unis : 8,88 millions de téléspectateurs[26] (première diffusion)

- Ryan Cartwright (Vincent Nigel-Murray)
- Billy Gibbons (le père d'Angela)
- Jason Rogel (Broderick Mullins)
- John Pyper-Ferguson (Landis Collar)
- Anil Raman (Dr Christopher Beaudette)
- Aimee Garcia (Jennifer Keating)
- August Emerson (Milton Alvaredo)
- Sterling Sulieman (Nest Tech)
- Arielle Vandenberg (Model)
- Shawn Carter Peterson (Photographer)

### Épisode 20:L'amour a ses raisons…
- États-Unis /  Canada : 15 avril 2009 sur FOX / Global
- France : 28 octobre 2009 sur M6
- Belgique : 10 novembre 2009 sur RTL-TVI
- Québec : 26 janvier 2010 sur Séries+

- États-Unis : 10,76 millions de téléspectateurs[27] (première diffusion)

- Carla Gallo (Daisy Wick)
- Michael Terry (Wendell Bray)
- Matthew Yang King (Dr Marcus Scheer)
- Eric Matheny (Bob Caverly)
- Mayim Bialik (Genie Gormon)
- Linda Hart (Mrs. Lucia Bertolino)
- Pat Lentz (Anya Pertel)
- Brandon Scott (Bartender)
- Kevin Christy (Kurtis Rossi)
- PJ Byrne (Joe Fillion)
- René L. Moreno (Barney)
- Jerry Zatarain Jr. (Juan)
- Tyler Blackburn (Brendon)
- Alfie Allen (Jake)

### Épisode 21:L'Aigle de sang
- États-Unis : 16 avril 2009 sur FOX
- France : 4 novembre 2009 sur M6
- Belgique : 17 novembre 2009 sur RTL-TVI
- Québec : 2 février 2010 sur Séries+

- États-Unis : 8,72 millions de téléspectateurs[28] (première diffusion)

- Stephen Fry (Dr Gordon Wyatt)
- Eugene Byrd (Clark Edison)
- Greg Roman (Murderbreath)
- Frank Pacheco (Mayhem)
- John Thomas (Wrath)
- Michael William Freeman (Grinder)
- A. J. Trauth (Pinworm)
- Tania Raymonde (Lexi)
- Frida Farrell (Dr Solberg)
- Thor Knai (Delta Unit Commander)

### Épisode 22:Qui a tué ce cher Hank?
- États-Unis /  Canada : 20 avril 2009 sur FOX / Global
- France : 4 novembre 2009 sur M6
- Belgique : 17 novembre 2009 sur RTL-TVI
- Québec : 9 février 2010 sur Séries+

- États-Unis : 8,38 millions de téléspectateurs[29] (première diffusion)
- Canada : 1,329 million de téléspectateurs[30]

- Ellen Geer (Annie Reilly)
- Matt Malloy (Barney Reilly)
- Kathryn Meisle (Helen Reilly)
- Kelvin Yu (Franklin Tung)
- Mandy Siegfried (Amy Valeska)
- Ryan Michelle Bathe (Erin Miller)
- Charles Doughtery (Hank Reilly)
- Dale Godboldo (Dr Jonah Amayo)
- Kazumi Aihara (Traci Nishimura)
- Rick Scarry (Priest)

### Épisode 23:La Vérité masquée
- Canada : 22 avril 2009 sur Global
- États-Unis : 23 avril 2009 sur FOX
- France : 11 novembre 2009 sur M6
- Belgique : 24 novembre 2009 sur RTL-TVI
- Québec : 16 février 2010 sur Séries+

- États-Unis : 8,22 millions de téléspectateurs[31] (première diffusion)
- Canada : 1,004 million de téléspectateurs[30]

- Brian Tee (Ken Nakamura)
- Ally Maki (Dr Haru Tanaka)
- Robert Wu (James Sok)
- Bumper Robinson (Micah Strutt)
- Yuji Okumoto (Bruce Takedo)
- Jina Song (Masseuse)
- Larry Clarke (Paul Vogler)
- Katherine Kamhi (Officer Lisa Kopek)
- Jane Park Smith (Nozomi Sato)

### Épisode 24:Émancipation
- Canada : 29 avril 2009 sur Global
- États-Unis : 30 avril 2009 sur FOX
- Belgique : 24 novembre 2009 sur RTL-TVI
- France : 25 novembre 2009 sur M6
- Québec : 23 février 2010 sur Séries+

- États-Unis : 8,83 millions de téléspectateurs[32] (première diffusion)
- Canada : 1,259 million de téléspectateurs[33]

- Brendan Fehr (Jared Booth)
- Pej Vahdat (Arastoo Vaziri)
- Nick Ballard (Greg Harmalard)
- Jaimie Alexander (Moly Briggs)
- Jonathan Chesner (Gary Bacon)
- Rick Peters (Dean Vernon Warner)
- Edwin Hodge (Robert Hooper)
- Ryan Pinkston (Eli Rounder)
- Lorna Raver (Professor Marlene Twardosh)
- Michael Hyatt (Sheriff Tina Mullins)

### Épisode 25:Baby Blues
- Canada : 6 mai 2009 sur Global
- États-Unis : 7 mai 2009 sur FOX
- Belgique : 1er décembre 2009 sur RTL-TVI
- France : 2 décembre 2009 sur M6
- Québec : 2 mars 2010 sur Séries+

- États-Unis : 8,62 millions de téléspectateurs[34] (première diffusion)
- Canada : 1,118 million de téléspectateurs[35]

- Seth MacFarlane (voix de Stewie Griffin)
- Joel David Moore (Colin Fisher)
- Jeff Yagher (Sean Mortenson)
- Scottie Thompson (Kim Mortenson)
- Scott Alan Smith (Bruce Hanover)
- Latarsha Rose (Jenny Holt)
- David Greenman (FBI Forensic Tech Marcus Geier)
- Chad Willett (en) (Charlie Dunwood)
- Steven Meek (Dr Les Granger)
- Kelly Noonan (Rachel Granger)
- Deborah Lacey (Nurse)

### Épisode 26:De l'électricité dans l'air
- Canada : 13 mai 2009 sur Global
- États-Unis : 14 mai 2009 sur FOX
- Belgique : 1er décembre 2009 sur RTL-TVI
- France : 9 décembre 2009 sur M6
- Québec : 9 mars 2010 sur Séries+

- États-Unis : 8,70 millions de téléspectateurs[36] (première diffusion)

- Mötley Crüe (Eux-mêmes)
- Ryan O'Neal (Max Keenan)
- Brendan Fehr (Jared Booth)
- Eric Millegan (Zack Addy)
- Patricia Belcher (Caroline Julian)
- Sean Blakemore (Grayson Barasa)
- Blaine McKenzie (Rock 'N' Roll Guy)
- Matt Fleming (Gormogon #1)
- Michael Luke Hall (Gormogon #2)
- Tien Viet Nguyen (Gormogon #3)
- Peter Colony Potyondy (Gormogon #4)
- Joey Scolari (Joey Scolari)